# Loch Morar
Loch Morar (Schots-Gaelisch: Loch Mhòrair) is een diep meer in Schotland. Loch Morar is met een oppervlakte van 26,2 km² het op vier na grootste meer van Schotland en met een maximale diepte van 310 meter het diepste meer van Schotland.
Net als Loch Ness heeft ook Loch Morar zijn monster genaamd Morag.